# هنري هينشاو
هنري هينشاو (بالإنجليزية: Henry Wetherbee Henshaw)‏ هو عالم إنسان وعالم طيور أمريكي، ولد في 3 مارس 1850 في منفذ كامبردج، كامبردج في الولايات المتحدة، وتوفي في 1 أغسطس 1930 في واشنطن العاصمة في الولايات المتحدة.